# محمد سليمان عبد السلام
محمد سليمان عبد السلام شغل منصب رئيس مجلس إدارة بورصتي القاهرة والإسكندرية مرتين الأولي (من 2004 حتى 2005) والثانية (من مارس 2011 حتى 24 سبتمبر 2011). ويشغل أيضا منصب رئيس مجلس إدارة شركة مصر للمقاصة والقيد والإيداع المركزي. في عام 1992 قام بتصميم وتنفيذ أول نظام آلي مصري للتداول في سوق المال المصري والذي استمر العمل به في بورصتي القاهرة والإسكندرية للأوراق المالية حتى مايو 2001.و في 1994 قام بتصميم النظم الخاصة بنظام الحفظ المركزي والمقاصة والتسوية والإشراف على تنفيذها من خلال فريق من المتخصصيين المصريين في نظم المعلومات.
وكان له دور قيادي في إنشاء البورصة العربية (تجمد انشائها لأسباب سياسية). وقد أشادت صحيفة النيويورك تايمز بالرئاسة الثانية له للبورصة المصرية وقالت انه قاد السوق بهدوء مبتعدا به عن حافة الهاوية.
وقد ترشح محمد عبد السلام في عام 2012 لانتخابات رئاسة اتحاد الكرة بصفته رئيس نادي مصر المقاصة.

## مناصب شغلها
- 2011 رئيس مجلس إدارة بورصتي القاهرة والإسكندرية.
- من أغسطس 2007 حتى تاريخه: رئيس مجلس إدارة شركة النيل لتكنولوجيا نشر المعلومات.
- من 2004–حتى 2005 : رئيس مجلس إدارة بورصتي القاهرة والإسكندرية.
- من نوفمبر 2005 حتى تاريخه: رئيس مجلس الإدارة والعضو المنتدب شركة مصر للمقاصة والإيداع والقيد المركزى.
- فبراير 2005 : عضو مجلس إدارة هيئة تنمية صناعة تكنولوجيا المعلومات (ITIDA).
- مارس 2005 : رئيس مجلس الإدارة لصندوق حماية المستثمر.
- من 1998- حتى 2005 : نائب رئيس مجلس الإدارة والعضو المنتدب لشركة مصر للمقاصة والإيداع والقيد المركزي (من ذوي الخبرة) والمسئول عن تنفيذ سياسات مجلس الإدارة في الإدارة اليومية للشركة.
- فبراير 2005 : المدير التنفيذي للبورصة العربية.
- سبتمبر 2004 : النائب الأول لرئيس مجلس إدارة اتحاد البورصات الإفريقية.
- من 1994-حتى 1995: المدير المصري لمشروع إنشاء آلية للمقاصة والتسوية للسوق المصري بالتعاون مع الخبرة الفرنسية والمسئول عن إجراءات تأسيس الشركة وإنشائها.
- من 1992-حتى 1997: مستشار رئيس بورصة القاهرة للأوراق المالية في مجال نظم المعلومات.
- من 1989-حتى 1994 : مدير عام إدارة نظم المعلومات بالهيئة العامة لسوق المال.
- من 1982-حتى 1989 : مدير مركز نظم المعلومات لقوات الدفاع الجوي.
- من 1966-حتى 1983 : ضابط بالقوات المسلحة المصرية بقوات الدفاع الجوي.[8]

## الخبرات
- 2003: الاشتراك في وضع التصور العام لعمل البورصة العربية ووضع نظام المقاصة والتسوية بين أسواق المال العربية والربط بينها.
- 1999 : عضو في لجنة صياغة وإعداد مشروع قانون الإيداع والقيد المركزي رقم 93 لسنة 2000 ولائحته التنفيذية.
- 1997 : عضو لجنة تصميم الربط بين أسواق المال العربية.
- 1994: تصميم النظم الخاصة بنظام الحفظ المركزي والمقاصة والتسوية والإشراف على تنفيذها: نظام الإيداع المركزي-نظام المقاصة والتسوية-نظام القيد المركزي- نظام صندوق ضمان التسويات – نظام صرف الأرباح-نظام خدمة العملاء-نظام المتعاملين الرئيسيين- نظام الرقابة والمراجعة الداخلية-نظام للرهن وتسليف الأوراق المالية والنظم الإدارية المختلفة.
- 1994 : وضع نظم الربط بين بورصتي القاهرة والإسكندرية لتداول الأوراق المالية وتجميع بياناتها على قاعدة بيانات واحدة مما يتيح البيع والشراء بينهما.
- 1992: تصميم وتنفيذ أول نظام آلي للتداول في سوق المال المصري والذي استمر العمل به في بورصتي القاهرة والإسكندرية للأوراق المالية، واستمر العمل بالنظام حتى مايو 2001.
- 1990: الإشراف على وضع جميع النظم الفنية لميكنة الهيئة العامة لسوق المال.
- 1982: الإشراف على وضع النظم الآلية لقوات الدفاع الجوي سواء النظم العملياتية أو النظم الإدارية (نظام لشئون الضباط – نظام لاستدعاء الاحتياطي- نظام توزيع المجندين على وحدات الدفاع الجوي طبقاً لاحتياجات كل وحدة ومرتباتها).[8]

## العضويات الدولية
- رئيس منظمات الإيداع لأفريقيا والشرق الأوسط (AMEDA) من عام 2005.
- عضو اتحاد البورصات العربية.
- عضو اتحاد البورصات اليورو آسيوية FEAS) 2005).
- عضو منظمة (IOSCO International Organization of Securities Commissions) منذ عام 2004.
- عضو منظمة (SWIFT Society for Worldwide Interbank Financial Telecommunication) منذ عام 1998.
- عضو جمعية الحاسبات ونظم المعلومات المصرية.
- عضو جمعية الحاسبات ونظم المعلومات العربية.
- عضو الغرفة التجارية المصرية الأمريكية.[8]

## انظرأيضا
- مصر للمقاصة والقيد والإيداع المركزي
- سوق الأوراق المالية
- اتحاد البورصات العربية
- البورصة المصرية
- بورصة القاهرة | بورصة الأسكندرية
- مصر المقاصة (نادي)

## وصلات خارجية
- شركة مصر للمقاصة والقيد والإيداع المركزي
- الهيئة العامة للرقابة المالية
- مصر للمقاصة.. وخطوة للعالمية استراتيجية شاملة للتطوير وإطار تشريعي جديد، جريدة الأهرام في	27 أكتوبر 2002
- رئيس البورصة الجديد في حوار شامل لـ الأهرام، جريدة الأهرام،28	أغسطس	2004